# Мордехай Шпіглер
Мордехай Шпіглер (* 19 серпня 1944, Сочі, СРСР) — колишній ізраїльський футболіст, нападник, згодом — футбольний тренер. Наразі — футбольний функціонер, куратор аматорського футболу в структурі Футбольної асоціації Ізраїлю.
Лауреат Ювілейної нагороди УЄФА як найвидатніший футболіст 50-річчя (1954—2003) в Ізраїлі. Найкращий бомбардир в історії національної збірної Ізраїлю (32).

## Кар'єра футболіста

### Клубна кар'єра
Вихованець футбольної школи клубу «Маккабі» з Нетаньї. У матчах за дорослу команду клубу дебютував 1963 року, всього відіграв у її складі 8 сезонів. Протягом цього часу тричі ставав найкращим бомбардиром чемпіонату Ізраїлю, чотири рази визнавався найкращим гравцем внутрішньої першості. В сезоні 1970-71, який став для нього останнім у клубі з Нетаньї, виграв разом з командою титул чемпіона Ізраїлю.
Протягом 1972—1974 виступав у Франції. Спочатку грав у складі команди «Париж», яка за підсумком сезону 1972-73 залишила елітний дивізіон. У 1973 перейшов до іншого столичного клубу «Парі Сен-Жермен», який, на противагу «Парижу», навпаки саме пробився до еліти французького футболу.
1974 року переїхав до США, де захищав кольори клубу «Нью-Йорк Космос», виступами за який й завершив активну ігрову кар'єру у 1977. В команді з Нью-Йорку грав поруч з легендою світового футболу бразильцем Пеле, який також догравав у Сполучених Штатах.

### Виступи за збірну
Протягом 1963—1977 років виступав у складі національної збірної Ізраїлю.
У 1964 році став у складі збірної володарем Кубка Азії. В рамках тріумфального для ізраїльської команди турніру відіграв у трьох матчах, відзначився двома забитими голами (у тому числі одним з пенальті).
1968 року брав участь у футбольному турнірі на Літніх Олімпійських іграх в Мехіко, протягом якого виходив на поле в усіх 4 матчах ізраїльської команди.
Допоміг збірній Ізраїлю кваліфікуватися до участі у фінальній частині чемпіонату світу 1970 року. За результатами першого, і допоки єдиного у своїй історії, чемпіонату світу збірна Ізраїлю припинила боротьбу на стадії групового етапу, програвши збірній Уругваю та зігравши внічию в матчах проти збірних Швеції та Італії. На цьому етапі Шпіглер відзначився голом, забитим у ворота шведів, увійшовши таким чином в історію як автор першого (і наразі єдиного) гола збірної Ізраїлю в рамках фінальних частин світових першостей.
Усього брав участь у 82 офіційних матчах збірної, відзначився 32 забитими голами, що досі лишається найкращим результатом серед показників усіх бомбардирів ізраїльської національної команди.

## Тренерська кар'єра
Невдовзі після завершення ігрової кар'єри розпочав тренерську роботу, очоливши у 1979 році «Маккабі» з Хайфи. Згодом, до 1984 року попрацював ще у декількох ізраїльських клубах. Найвдалішим для Шпіглера-тренера став сезон 1982-83, в якому він виграв титул чемпіона Ізраїлю з командою «Маккабі» (Нетанья), з якою 12-ма роками раніше вигравав цей титул як гравець.
Надалі працював футбольним функціонером.

## Досягнення та нагороди

### Як гравця
- Володар Кубка Азії: 1964
- Бронзовий призер Кубка Азії: 1968
- Чемпіон Ізраїлю: 1970-71
- Володар Суперкубка Ізраїлю: 1971
- Гравець року в чемпіонаті Ізраїлю (4): 1967-68, 1968-69, 1969-70, 1970-71
- Найкращий бомбардир в історії збірної Ізраїлю (32)
- Найвидатніший футболіст 50-річчя (1954—2003) в Ізраїлі

### Як тренера
- Чемпіон Ізраїлю: 1982-83
- Володар Суперкубка Ізраїлю: 1983